# Velika riftna dolina, Kenija
Velika riftna dolina je del znotrajcelinskega sistema grebenov, ki poteka skozi Kenijo od severa proti jugu. Je del Gregoryjevega rifta, vzhodne veje Velikega tektonskega jarka, ki se začne v Tanzaniji na jugu in se nadaljuje proti severu v Etiopijo. Nastal je na "kenijski kupoli", geografskem dvigu, ki je nastal zaradi interakcije treh glavnih tektonskih plošč: arabske, nubijske in somalske plošče. V preteklosti so ga videli kot del Velikega tektonskega jarka, ki je potekal od Madagaskarja do Sirije. Večina doline spada v nekdanjo provinco Rift Valley.
Dolina vsebuje hribovje Cherangani in verigo vulkanov, od katerih so nekateri še vedno aktivni. 
Podnebje je blago, s temperaturami običajno pod 28 °C. Največ dežja pade v obdobju marec–junij in oktober–november. 
Hribovje Tugen zahodno od jezera Baringo vsebuje fosile, ohranjene v tokovih lave iz obdobja pred 14 do 4 milijoni let. Tu so našli ostanke mnogih hominidov, prednikov ljudi.

## Lastnosti
Dolina je na vzhodu in zahodu obrobljena s strmimi pobočji. Tla razbijajo vulkani, nekateri so še aktivni, in vsebuje vrsto jezer. Nekatera tla so andisoli, rodovitna tla iz relativno nedavne vulkanske dejavnosti.
Turkansko jezero zaseda severni konec Velike riftne doline v Keniji. V jezeru so tudi vulkani. Dolina Suguta ali Suguta Mud Flats je sušni del Velike riftne doline neposredno južno od Turkanskega jezera. V dolino južno od Sugute se razprostira ščitni vulkan Emuruangogolak, južneje pa se iz dna doline dvigata gora Silali in Paka. Paka je ščitni vulkan z razširjeno geotermalno dejavnostjo. Južno od Pake so gora Korosi, jezero Baringo in jezero Bogoria. Menengai je ogromen ščitni vulkan v dnu doline s kaldero, ki je nastala pred približno 8000 leti. Gleda na jezero Nakuru na jugu. Ta regija vključuje tudi jezero Elementaita, goro Kipipiri in jezero Naivasha.
Narodni park Vrata pekla leži južno od jezera Naivasha. V zgodnjih 1900-ih je izbruhnila gora Mount Longonot in okoli Vrat pekla je še vedno čutiti pepel. Mount Longonot je mirujoči stratovulkan, ki leži jugovzhodno od jezera Naivasha. Mount Suswa je ščitni vulkan med Narokom in Nairobijem. Tokovi lave iz najnovejših izbruhov še vedno niso pokriti z vegetacijo in morda niso stari več kot sto let. Jezero Magadi je najbolj južno jezero v riftni dolini v Keniji, čeprav severni konec jezera Natron v Tanzaniji sega v Kenijo.
Pobočje Elgeyo je del zahodne stene. Dolina Kerio leži med hribovjem Tugen in pobočjem Elgeyo na nadmorski višini 1000 metrov. Na območju doline Kerio so velika nahajališča fluorita. Južneje je Mau, strma naravna pečina, visoka približno 1000 m, ki poteka vzdolž zahodnega roba Velike riftne doline okoli jezera Naivasha. Še južneje je Ngurumansko pobočje dolgo približno 50 kilometrov in je raztegnjeno v smeri S-Z. Njegov severni rob je približno 120 kilometrov jugozahodno od Nairobija, medtem ko je južni rob blizu tanzanijske meje, na severozahodnem vogalu jezera Natron. Pogorje Aberdare tvori del vzhodnega roba Velike riftne doline severno od Nairobija. Gora Satima leži na severnem koncu pogorja Aberdare in je njihova najvišja točka, gora Kinangop na južnem koncu pa je druga najvišja. Gore tvorijo greben med tema dvema vrhovoma. Hribovje Ngong so vrhovi v grebenu vzdolž vzhodnega dela doline, ki je jugozahodno blizu Nairobija.

## Jezera
Kenija je dom 64 (9,50 %) vseh jezer na afriški celini. Osem od teh sestavlja glavna jezera v kenijski riftni dolini. Od severa proti jugu so imena teh jezer Turkansko jezero, jezero Logipi, jezero Baringo, jezero Bogoria, jezero Nakuru, jezero Elmenteita, jezero Naivasha in jezero Magadi. Od teh osmih sta samo jezeri Baringo in Naivasha s sladko vodo.
Turkansko jezero, na severnem koncu doline, je dolgo 250 kilometrov, široko med 15 in 30 kilometri in je največ 125 metrov globoko. Večina drugih jezer je plitvih in slabo dreniranih, zato so postala alkalna. Imajo vode, bogate z modro-zelenimi algami, ki hranijo ličinke žuželk, majhne rake in male plamence (Phoeniconaias minor). Ličinke in raki so hrana za ribe in velikega flaminga (Phoenicopterus roseus). Ugotovljeno je bilo, da množične jate teh ptic vplivajo tudi na usedline ob jezeru. Njihovo število povzroča teptanje mulja na določenih območjih, medtem ko so krmišča zaradi sondiranja kljunov v blatu oksigenirana. Njihove gnezdišča je mogoče tudi ohraniti in cementirati, ko se spremeni gladina vode v jezeru. Te tvorijo nepravilnosti v topografiji ob jezeru.
Trona, mineral izhlapevanja, ki se uporablja za proizvodnjo natrijevega karbonata, se koplje v jezeru Magadi že skoraj 100 let. Proizvede približno 250.000 ton na leto. Drugi dragoceni minerali, kot so rubini in rožnati safirji, so bili najdeni in izkopani na območjih okoli jezera Baringo. Leta 2004 je bilo zbranih več kot 2 kilograma korunda.
Tri plitva alkalna jezera in okoliška zemljišča sestavljajo kenijski jezerski sistem: jezero Bogoria na 10.700 hektarjih, jezero Nakuru na 18.800 hektarjih in jezero Elementaita na 2534 hektarjih. Ta sistem ima eno najbolj raznolikih populacij ptic na svetu in je dom trinajstih globalno ogroženih vrst ptic. Je pomembno mesto za gnezdenje in razmnoževanje velikih rožnatih pelikanov in najpomembnejše prehranjevalno območje za male plamence na svetu. Sistem je dom globalno pomembnih populacij črnovratega ponirka (Podiceps nigricollis), afriške žličarke (Platalea alba), sabljarke (Recurvirostra avosetta), malega ponirka, afriškega nesita (Mycteria ibis), polojnika Himantopus himantopus, sivoglavega galeba (Chroicocephalus cirrocephalus) in črnonoge čigre (Gelochelidon nilotica).
Sistem kenijskih jezer je ključna lokacija na zahodnoazijsko-vzhodnoafriški preletnici, poti, ki ji sledi ogromno število ptic na svoji letni selitvi od gnezdišč na severu do prezimovanja v Afriki. 
Dežela okoli jezer vključujejo velike populacije črnega nosoroga, Rothschildove žirafe (Giraffa camelopardalis rothschildi), velikega kuduja (Tragelaphus strepsiceros), leva, geparda in divjih psov (Lycaon pictus). Jezerski sistem Kenije je obdan s strmim obronkom riftne doline, ki zagotavlja spektakularno ozadje.
Druga jezera so jezero Chew Bahir, v severovzhodnem podaljšku. To jezero leži predvsem v Etiopiji, v deževnem obdobju pa sega v Kenijo. Jezero Kamnarok je še eno majhno jezero.

## Nevarnost
Ekosistem okoli jezer je ogrožen zaradi turizma in kmetijske rabe. Nekatere od te uporabe so nezakonite, vendar se redko preganjajo. Nezakonite gradnje se ne odpravljajo in ne ukrepajo, da bi jih vrnili v njihovo naravno stanje. Leta 2017 je UNESCO zato pozval kenijsko vlado, naj okrepi svoja prizadevanja za zaščito območja.

## Galerija
- Jezero Baringo, avgust 1999
- Skica Johna Walterja Gregoryja z njegove odprave v vzhodno Afriko leta 1892-3. "[Mount] Kenya from the Kapte Plains west of Machakos"
- Velika riftna dolina od blizu Eldoreta v Keniji, jesen 2006
- Odrasla orjaška čaplja s piščanci v gnezdu ob jezeru Baringo
- Afriški jezerec, ki bo ujel ribo v jezeru Naivasha
- Veliki tektonski jarek, Kenija ISS 2012
- Jezero Bogoria je kavstičen kotel, obdan z gejzirji in naseljen z več kot milijon plamenci.
- Mount Longonot